# Humber (autótípus)

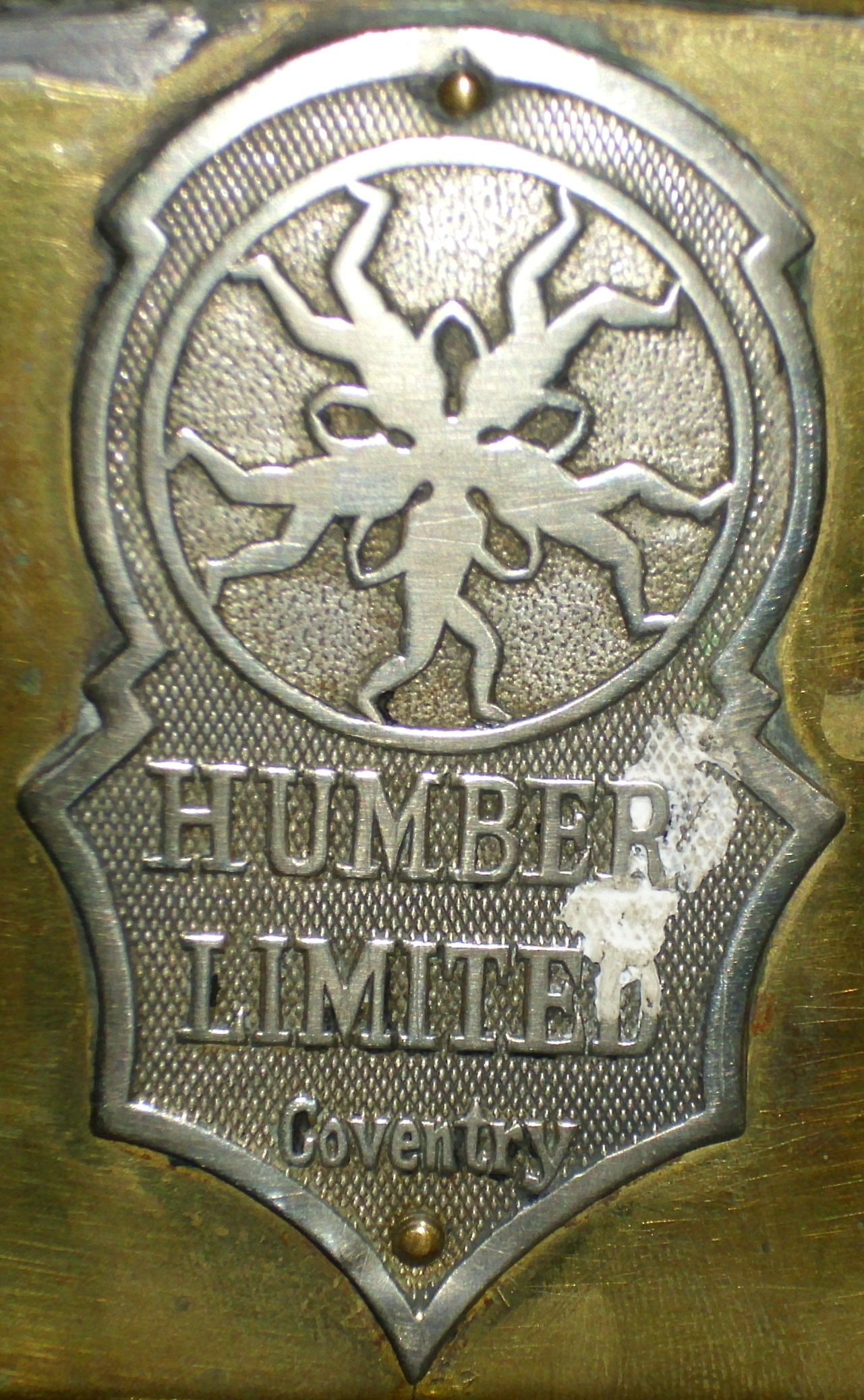
A Humber emblémája

A Humber egy angol autótípus volt, amelyet 1898 és 1976 között gyártottak. Számos modellje között olyan luxusautók is szerepeltek, mint a Humber Super Snipe.

## Története
A céget Thomas Humber  alapította 1867-ben Beestonban. Eredetileg kerékpárokat, majd tricikliket állított elő. Később a cég Coventryben is megnyitott egy telepet.  1903-ban jelent meg az első,  Humberette nevű autómodell, amelyet De Dion gyártmányú 613 cm3-es motor hajtott. Ezután két-, három- és négyhengeres modellek következtek. 1908-ban - pénzügyi okokból - megszűnt a termelés Beestonban, és a gyártás csak Coventryben folytatódott. 1912-ben a Humberette egy léghűtéses, 998 cm3-es motorral ellátott cyclecar volt. Az első világháború utáni években  oldaltszelepelt motorral hajtott, kissé konzervatív modellek készültek. 1923-tól viszont jó minőségű négyhengeresek következtek (8/18, 9/17 illetve 14/20 jelzéssel). 1927-ben már hathengeres modell is készült (20/55 jelzéssel) és rövid időre megszilárdult a cég pénzügyi helyzete. 1930-ban, a világgazdasági válság idején, a cég tulajdonost váltott: ekkor vásárolta meg a Rootes-csoport. Egyre nagyobb hathengeresek következtek, mint pl. a 3,5 l-es Snipe nevű modell vagy a 2,1 l-es 16/30. 1933-ban jött ki egy 1,7 l-es négyhengeres modell. Az évtized végéig a motorok lökettérfogata folyamatosan emelkedett: az 1938-as Super Snipe motorja már 4,1 l-es volt.
A második világháború alatt a gyár a Snipe modell mechanikáján alapuló járműveket gyártott a brit hadsereg részére.
A világháború után jelent meg az első Hawk, majd megkezdődtek a Super Snipe sikerei. Az 1950-es években önhordó karosszériát kaptak az autók; egyes modelleknek a luxusváltozata is megjelent. A maga idejében korszerűnek számított az ikerfényszórók alkalmazása is.
1967-ben a Rootes-csoport pénzügyi helyzete megrendült és az amerikai Chrysler Corporation tulajdonába került a cég. A modellválaszték helyét is a Chrysler európai modelljei vették át.

## Főbb modelljei
- Humber 8 1902
- Humber 12 1902
- Humber 20 1903
- Humberette Voiturette 1903-1911
- Humber 8/10 1905
- Humber 10/12 1905–1907
- Humber 30/40 1908–1909
- Humberette Cycle Car 1912-1915
- Humber 11 1912

1919-1939
- Humber 10 1919–1921
- Humber 15.9 1919–1925
- Humber 11.4 and 12/25 1921–1925
- Humber 8/18 1922–1925
- Humber 15/40 1924–1928
- Humber 9/20 and 9/28 1925–1930
- Humber 14/40 1926–1929
- Humber 20/55 and 20/65 1926–1929

Rootes Brothers
- Humber 16/50 1928–1932
- Humber Snipe 1929–1947+
- Humber Pullman 1930–1954+
- Humber 16–60 1933–1935
- Humber 12 1933–1937
- Humber 16 1936–1940
- Humber Imperial 1938–1967+
- Humber Super Snipe 1938–1967+

1945-1967
- Humber Snipe 1929–1947
- Humber Pullman 1930–1954
- Humber Super Snipe 1938–1967
- Humber Imperial 1938–1967
- Humber Hawk 1945–1967
- Humber Sceptre 1961–1967,1967–1976
- Humber Vogue 1963–1966 (Australia)